# Brawley Nolte
Brawley King Nolte (Los Angeles, 20 giugno 1986) è un attore statunitense.
Figlio del noto attore Nick Nolte e della modella Rebecca Linger, i suoi genitori divorziarono quando aveva 8 anni.
Ha iniziato la sua carriera a 9 anni, nel 1996, prendendo parte in alcuni film come Ransom - Il riscatto in cui interpreta Sean, il figlio di Mel Gibson. Ha continuato la sua carriera anche l'anno seguente, dopodiché interruppe e riprese nel 2009.
Il 22 giugno 2012 si è sposato con l'attrice Navi Rawat.

## Filmografia
- Confessione finale (Mother Night), regia di Keith Gordon (1996)
- Ransom - Il riscatto (Ransom), regia di Ron Howard (1996)
- Affliction, regia di Paul Schrader (1997)
- My Horizon, regia di Matt Tromans – cortometraggio (2009)
- The Attendant, regia di Jack Friedkin – cortometraggio (2012)

## Riconoscimenti
- 1996 – Awards Circuit Community Awards
  - Nomination Best Cast Ensemble per Ransom - Il riscatto (con Mel Gibson, Rene Russo, Delroy Lindo, Gary Sinise, Evan Handler e Donnie Wahlberg)

- 1997 – Young Artist Awards
  - Nomination Miglior performance in un film – Giovane attore non protagonista per Ransom – Il riscatto